# ルイジ・コラーニ
ルイジ・コラーニ（Luigi Colani 、1928年8月2日 - 2019年9月16日）は、ドイツ・ベルリン出身の工業デザイナー。自然をモチーフにした緩やかかつ生物的な曲面を持つデザインを数多く手掛けた。

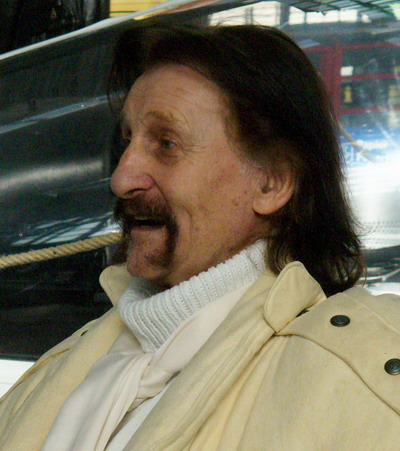
ルイジ・コラーニ

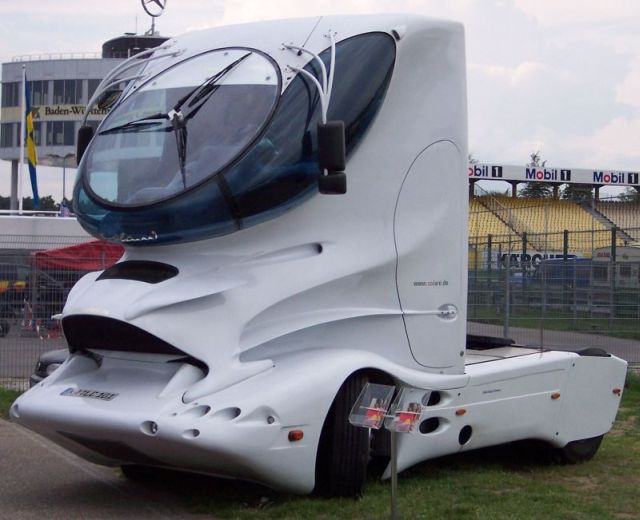
コラーニがデザインしたトラクタヘッド

## 概要
1970年代から1980年代初頭の未来派デザインを代表する工業デザイナーの一人である。日本にも、1985年の国際科学技術博覧会（「つくば'85」または「科学万博」）でも彼のデザインによるロボットが芙蓉グループのパビリオン（芙蓉ロボットシアター）で活躍し、ロボットの一部は後に"ロボットミュージアム in 名古屋"で展示された。また、2005年にも京都工芸繊維大学でデザイン展が開かれるなどしている。
その独特のフォルムは、流体力学的にも人間工学的にも説得力をもち、航空機や船舶といったものから、住居・バスタブ（風呂桶）・靴やバスローブといった衣類など・宝飾品・テレビ・オーディオ機器から、果ては「人間洗濯機」とでも呼ぶようなカプセル状シャワーシステムに至るまで、幅広い活動を続けている。この領域の広さは、レイモンド・ローウィの「口紅から機関車まで」になぞらえて「毛抜きからスペースシャトルまで」とも呼ばれる。なお、これはあくまで例えであり、実際にNASAのスペースシャトルの設計に関与したわけではない。彼のデザインの多くはモックアップの形で立体造形物（中には実物大スケールで）になっており、彼のデザインがもつ異質ながらも調和の取れた雰囲気を伝えている。
東洋の、いわゆる「自然と調和しようとする世界観・美意識」といったようなものにも関心を寄せている。日本では前述の科学博や大学での企画展の他、プロダクトでは1980年のデザインであるチョロQ、1984年の小樽博覧会、キヤノン株式会社の一眼レフカメラ「T90」（1986年））、マルエムのスーツケース、独ペリカン社等のボールペン、眼鏡・家具など日用品も多く出回っており熱狂的な愛好者も見られる。コーチビルダーとして手掛けた数多くの自動車（スポーツカーやコンセプトカーなど）や、独シンメルのピアノ"Pegasus"等も現存している。

## 生い立ち・略歴
ベルリン生まれで、イタリア系スイス人で映画セット・デザイナーの父と、ポーランド人の母を持つ。子供の頃は、4人兄弟であったこともあり家庭は貧しく玩具など買ってもらえないながらも、自身で工夫して玩具が作れるようにと、親は木切れやボール紙を与え、自然にものを作ることを覚えた工作少年だったという。
ハイスクール卒業の後、1946年ベルリン芸術大学で彫刻と絵画を学んだ。その後1949年から1952年パリのソルボンヌ大学で空気力学を学んでいる。
19歳のとき、彼は自動車デザインスタジオへの就職を目指してフランスへ渡り、ここでプロパグという出版社に勤めながらレイアウトや製図の仕事をした。この仕事が評価されシムカのレーシングマネージャーであったミシェル・ゴーチェの依頼で、彼はフランスで初のファイバーグラス製レーシングカーの開発を手掛け、更にフランスレーシング界の大物とも仕事をするようになった。彼はこのフランスで生活していた時にパリ大学で空気力学の研究を始めた。彼はかねてより航空機のデザインに強い憧れを抱いていたが、この研究が彼のデザインと流体力学を直結させる独自のスタイルを拠り強固なものとした。
ソルボンヌ在学中に彼はベルリンに戻り、コーチビルディング工場のロメッツで働き、この時デザインしたフィアット1100tvで1954年のジュネーヴで開催されたカーデザイン・コンペティションでゴールデンローズ賞を獲得している。更にアメリカ合衆国の航空機産業の見学旅行とフランスで過ごした10年の後、彼はベルリンでコーチビルダーとして著名なエルドマン＆ロッシ社に勤めながら自前の作業場で前衛的なスポーツカーのプロトタイプ製作を始める。ただ、彼のデザインはあまりに奇抜であったため、これらは一般車には用いられなかった。
この中で唯一といっていい量産例は「コラーニGTスパイダー」で、これはフォルクスワーゲン・ビートルにFRP製ボディを追加するというもので、ビートル改造愛好者向けのキットとして500セット限定で生産された。この期間、彼はパリの著名ファッション店のために新しい靴のデザインを幾つも手掛け、中には「金の靴」賞が与えられたものもあるという。
1968年にはデザイン会社を設立、家具業界との密接な関係を保って、数多くのデザインを手掛けている。球形のキッチンユニットや安楽椅子のような秘書用のタイプライターデスクなど、異彩を放つ製品もないではなかったが、極めて実用性を重視したものだった。この前衛的ながら機能的な家具は国際的にも評価され、米国の主だった近代美術館でも展示されているという。
1970年にはミュンスターにほど近い17世紀の古城「シュロス・ハーコッテン」に移り住んで活動していた。
ミラノ、カールスルーエ、上海、モスクワ、サンパウロにオフィスを構え文字通り世界を股にかけて活動していたが、2019年9月16日、ドイツのカールスルーエで死去。

## 思想
1978年に三栄書房のカースタイリング編集長藤本彰がインタビューしたところでは、彼のデザインで特徴的な曲線は「空力学的に有効である」のと同時に「女性的なソフトなライン」を自身が好むためだとしている。そしてそのようなラインを持つことこそが自然なアプローチであり、また女性的な、あるいは官能的なフィーリングは、男性にとっても女性にとっても魅力的な要素だと語っている。そして何より「地球は丸い」ことに注目すべきだとしている。これは何もデザインスタイルの話ではなく、彼らが400m級のカーゴシップ（貨物船）に関する計算を行った際、船は地球の丸みに影響され、まっすぐに作ると歪みによってストレスが蓄積することに気付いたからで、このため中央と両端では1cmの差を持つ曲線で設計する必要があるという。
また彼は、自然の造形物を最大の手本としており、日常的にステレオ顕微鏡で様々なものを見て過ごすという。
また良く知られる話として、彼はデザインの段階で定規も使わない。自身の体である肘や肩を基準とした曲線を引くという。
なお彼は、多くのデザインを手掛けたことから、年間で少なからぬロイヤリティを得ているが、曰く年間収支は差し引きゼロだとしている。これは収入に見合うだけの研究開発を惜しみなく行っているためだということで、空腹状態を保つことで創作意欲を刺激しているという。このため貯蓄も意味がないと述べている。

## 参考書籍
- 別冊カースタイリング ルイジコラーニ特集（三栄書房）